# Walburgis (Rietberg)
Gräfin Walburgis von Rietberg (* 1555/6 in Rietberg; † 26. Mai 1586 in Esens) war 1565–1576 und 1584–1586 Gräfin von Rietberg.

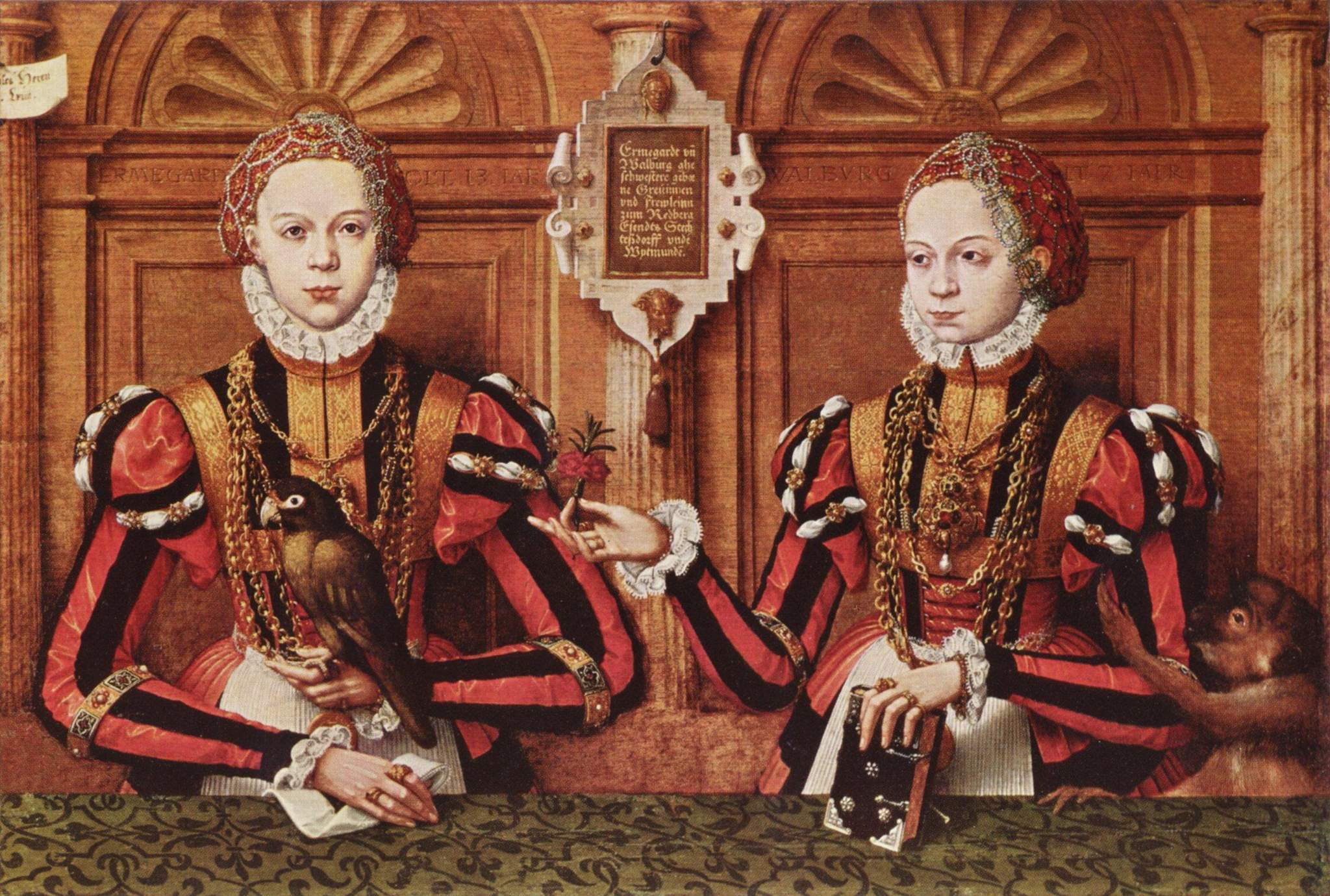
Armgard und Walburgis von Rietberg, Detail eines Familienporträts von Hermann tom Ring

## Leben
Walburgis wurde 1555/6 als zweite Tochter von Johann II. und Agnes von Bentheim und Steinfurt in Rietberg geboren. Nach der Geburt ihres letzten Kindes und einzigen Sohnes musste Walburgis sich erholen und zog samt Hof am 7. Mai 1586 von Esens nach Wittmund um. Nur kurze Zeit später kehrte sie nach Esens zurück und starb dort im Alter von 30 Jahren am 26. Mai 1586. Ihre letzte Ruhestätte fand sie in der Magnuskirche in Esens. Mit ihr starb die Linie der Grafschaft Rietberg aus dem Hause Werl-Arnsberg aus.
Nach dem Tod Walburgis' tauchte das Gerücht auf, der Gräfin sei eine vergiftete Biersuppe gereicht worden. Unter Folter gab eine der drei verdächtigen Frauen die Tat zunächst zu. Die Ärzte bescheinigten zwar eine natürliche Todesursache, dennoch wurden die drei am 11. Mai 1586 zur Richtstätte gebracht und öffentlich verbrannt.

## Ehe und Nachkommen

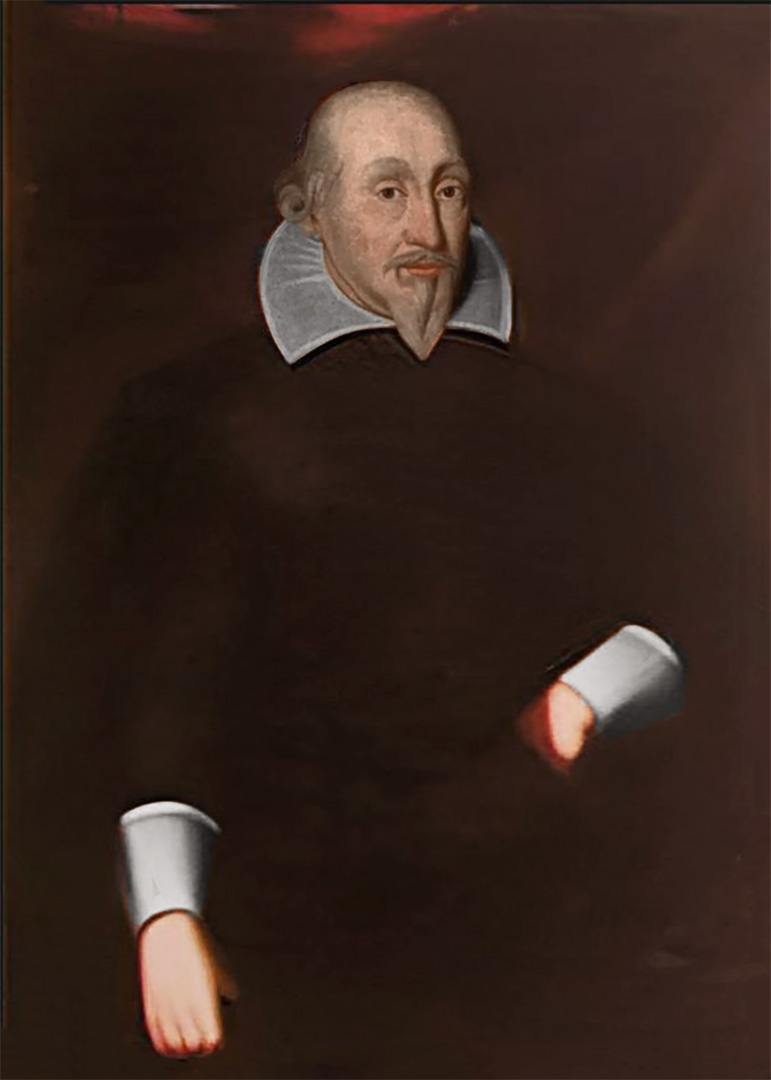
Enno III. von Ostfriesland, Ehemann von Walburgis

Im Alter von 21 Jahren wurde Walburgis am 1. Mai 1577 dem damals 14-jährigen Enno III., Sohn des Grafen Edzard II. von Ostfriesland versprochen. Die Hochzeit fand am 28. Januar 1581 statt, als Enno 18 Jahre alt war. Aus dieser Ehe stammen:
- Sabina Catharina (* 11. August 1582; † 31. Mai 1618) ⚭ am 4. März 1601 ihren Onkel Johann III. von Ostfriesland (* 1566; † 29. September 1625)
- Agnes (* 1. Januar 1584; † 28. Februar 1616) ⚭ am 15. August 1603 Fürst Gundakar von Liechtenstein (* 30. Januar 1580; † 5. August 1658)
- Johann Edzard (* 2. März 1586; † 13. März 1586), begraben in Esens (St. Magnus).